# کوین دینین
کوین دینین (انگلیسی: Kevin Dineen؛ زادهٔ ۲۸ اکتبر ۱۹۶۳) بازیکن هاکی روی یخ اهل کانادا است.
از باشگاه‌هایی که در آن بازی کرده‌است می‌توان به فیلادلفیا فلایرز و کارولینا هوریکانز اشاره کرد.